# ローイ・カンダハール
ローイ・カンダハール（パシュトー語: لوی کندهار、大カンダハール）は、アフガニスタンの歴史的・文化的地域を指す名称。現代のアフガニスタンにおける、カンダハール、ヘルマンド、ファラー、ウルーズガーン、ザーブルやニームルーズの一部を含める。また、南パシュトゥーン人が多くを占めるパキスタンのバローチスターン州北部も含めることがある。

## 概要
1709年、ミール・ワイス・ホータキーによってこの地域は独立し、カンダハールを首都とするホータキー朝が築かれた。1747年にはドゥッラーニー朝のアフマド・シャー・ドゥッラーニーによって、同じくカンダハールがアフガン帝国の帝都に定められた。
ローイ・カンダハールが指す範囲は、その地域に住む民族の文化や歴史と関係して漠然と定義されている。一部には、この地域を指して「影響のあるカンダハール文化圏」と呼ぶ者もいる。ただ、衣装やターバン、布地の色やパシュトゥー語などの共通項は時にローイ・カンダハールの民族独自のものと位置付けられ、地域文化の統合に影響することがある。例えば、ローイ・カンダハールのパシュトゥーン人はターバンの巻き方や色などから瞬時にローヤ・パクティヤー出身のパシュトゥーン人を見分けることが出来る。同様に、ローヤ・パクティヤーのパシュトゥーン人は特定の刺繍が入ったサルワール・カミーズを見て瞬時にローイ・カンダハールのパシュトゥーン人を見分けることが出来る。この種の複雑な文化的指標は、広く知られている歴史に記載されることは無い。しかし、アフガニスタンやパキスタンのパシュトゥーン人の間では伝統的に受け継がれてきたものである。

## 居住地
ローイ・カンダハールで最も大きな都市はカンダハールとクエッタである。その他、主要都市にはラシュカルガー、チャマン、カラーチ・ギルジー、ファラー、タリーンコート、ピシーン、ジョーブ、パンジュワーイー、ギリシク、バラー・ブルーク、ギーザーブ、デラーラームなどが挙げられる。

## 部族
この地域の人口は主にドゥッラーニー、カーカル、ギルザイの各部族によって構成される。